# Alessandro Nova
Alessandro Nova (* 15. Mai 1954 in Mailand) ist ein italienischer Kunsthistoriker und Hochschullehrer. Er ist Direktor emeritus des Kunsthistorischen Instituts in Florenz (KHI).

## Leben
Nova studierte „Lettere e Filosofia“ mit Schwerpunkt Kunstgeschichte an der Università degli Studi di Milano und am Courtauld Institute of Art in London. Nova wurde 1982 am Courtauld-Institut in London promoviert und erwarb zusätzlich im Jahr 1986 den Titel „Dottore di Ricerca“ an der Universität Mailand. Von 1986 bis 1987 war er J. Paul Getty Postdoctoral Fellow und anschließend von 1988 bis 1994 „Assistant Professor“ an der Stanford University. Ab 1994 hatte er eine Professur für Kunstgeschichte mit dem Schwerpunkt Renaissance am Kunstgeschichtlichen Institut der Universität Frankfurt inne. Von 2006 bis 2007 war er dort geschäftsführender Direktor des „Zentrums zur Erforschung der Frühen Neuzeit“ („Renaissance-Institut“). 2006 wurde Direktor des Kunsthistorischen Instituts in Florenz, das seit 2002 zur Max-Planck-Gesellschaft gehört. Seit 2022 ist er dort Direktor emeritus.

## Forschungsschwerpunkte
Seine Forschungsschwerpunkte umfassen unter anderem die Kunst und Kultur der Frühen Neuzeit, die Kunst des Manierismus, die Kunsttheorie des 16. Jahrhunderts und das Werk von Leonardo da Vinci.
Nova ist Herausgeber der seit 2004 im Berliner Wagenbach-Verlag erschienenen Neuedition der Vite von Giorgio Vasari – auf Deutsch meist: „Lebensläufe der berühmtesten Maler, Bildhauer und Architekten“. Der letzte von 45 Bänden der gedruckten Edition Giorgio Vasari ist im Herbst 2015 veröffentlicht worden, im gleichen Jahr erschien der erste von drei geplanten elektronischen Bänden (der zweite wurde 2020 publiziert), welche die Edition vervollständigen und abschließen werden.

## Ehrungen
Zu den Ehrungen, die er erfahren hat, zählt unter anderem der Verdienstorden der Italienischen Republik (Grande Ufficiale all’ordine del merito della Repubblica Italiana, 2005) sowie die Ehrenmitgliedschaft in der Florentiner Accademia del Disegno (Accademico d’onore, seit 2006). Nach der Berufung nach Florenz wurde er 2006 in Frankfurt zum Honorarprofessor ernannt.

## Schriften (Auswahl)
- mit Charles Hope: The Autobiography of Benvenuto Cellini. Phaidon, London 1983.
- Michelangelo, der Architekt. Wissenschaftliche Buchgesellschaft, Darmstadt 1984.
- The Artistic Patronage of Pope Julius III (1550–1555). Profane Imagery and Buildings for the De Monte Family in Rome. Garland, New York 1988, ISBN 0-8240-0099-4.
- Girolamo Romanino. Allemandi, Turin 1994, ISBN 88-422-0521-4.
- mit Mauro Lucco, Peter Humfrey (Hrsg.): Lorenzo Lotto a Recanati. „Nel cor profondo un amoroso affetto“. Marsilio, Venedig 1998, ISBN 88-317-6976-6.
- mit Klaus Krüger (Hrsg.): Imagination und Wirklichkeit. Zum Verhältnis von mentalen und realen Bildern in der Kunst der frühen Neuzeit. Von Zabern, Mainz, ISBN 3-8053-2716-1.
- mit Anna Schreurs (Hrsg.): Benvenuto Cellini: Kunst und Kunsttheorie im 16. Jahrhundert. Böhlau, Köln/Weimar/Wien 2003, ISBN 3-412-11002-7.
- Das Buch des Windes: Das Unsichtbare sichtbar machen. Deutscher Kunstverlag, München/Berlin 2007, ISBN 978-3-422-06720-2.
- mit Tanja Michalsky (Hrsg.): Wind und Wetter. Die Ikonologie der Atmosphäre (= Studi e Ricerche. Vol. 5). Marsilio, Venedig 2009, ISBN 978-88-317-9925-6.
- mit Cornelia Jöchner (Hrsg.): Platz und Territorium: Urbane Struktur gestaltet politische Räume. Deutscher Kunstverlag, München/Berlin 2010, ISBN 978-3-422-07005-9.
- mit Katja Burzer, Charles Davis, Sabine Feser (Hrsg.): Le Vite del Vasari: Genesi, topoi, ricezione – Die Vite Vasaris: Entstehung, Topoi, Rezeption. Atti del convegno, 13–17 febbraio 2008, Firenze, Kunsthistorisches Institut, Max-Planck-Institut. Marsilio, Venedig 2010, ISBN 978-88-317-0829-6.
- mit Domenico Laurenza (Hrsg.): Leonardo da Vinci’s Anatomical World. Language, Context and „Disegn“. Marsilio, Venedig 2011, ISBN 978-88-317-1080-0.
- mit Joseph Connors u. a. (Hrsg.): Desiderio da Settignano. Marsilio, Venedig 2011, ISBN 978-88-317-9554-8.
- mit Golo Maurer (Hrsg.): Michelangelo e il linguaggio dei disegni di architettura. Marsilio, Venedig 2012, ISBN 978-88-317-1222-4.
- mit Francesca Fiorani (Hrsg.): Leonardo da Vinci and Optics. Theory and Pictorial Practice. Marsilio, Venedig 2013, ISBN 978-88-317-1494-5.
- mit Barbara Agosti, Silvia Ginzburg (Hrsg.): Giorgio Vasari e il cantiere delle vite del 1550. Marsilio, Venedig 2013, ISBN 978-88-317-1495-2.
- mit Luigi Zangheri (Hrsg.): I mondi di Vasari. Accademia, lingua, religione, storia, teatro. Marsilio, Venedig 2013, ISBN 978-88-317-1762-5.
- Bild/Sprachen. Kunst und visuelle Kultur in der italienischen Renaissance. Wagenbach, Berlin 2014, ISBN 978-3-8031-2727-3.
- mit Fabian Jonietz (Hrsg.): Vasari als Paradigma. Rezeption, Kritik, Perspektiven – The Paradigm of Vasari. Reception, Criticism, Perspectives (= Collana del Kunsthistorisches Institut in Florenz – Max-Planck-Institut. Bd. 20). Tagungsakten, 14.–16. Februar 2014, Florenz, Kunsthistorisches Institut, Max-Planck-Institut. Marsilio, Venedig 2016, ISBN 978-88-317-2661-0.
- mit Thomas Kirchner, Anna Schreurs, Carsten Blüm, Thorsten Wübbena (Hrsg.): Joachim von Sandrart: Teutsche Academie der Bau-, Bild- und Mahlerey-Künste, Nürnberg 1675–1680, wissenschaftlich kommentierte Online-Edition, http://ta.sandrart.net, 2008–2012.